# František Rón
František Rón   (Txecoslovàquia, 19 de març de 1933 - Iugoslàvia, 19 d'octubre de 1966) fou un pilot de motocròs txec de renom internacional durant la dècada del 1950. La seva millor temporada en aquest esport fou la de 1958, quan es classificà en cinquena posició final al Campionat d'Europa de 250cc. Es va morir a trenta-tres anys, en un accident de trànsit a Iugoslàvia. En honor seu, la pujada de muntanya de Břevnov, a Praga, s'anomenà des d'aleshores Memorial František Rón.
Rón va començar a competir a dinou anys i aviat es va situar entre els millors pilots txecs. Un cop dins l'equip oficial de Jawa, fou el més jove dels tres integrants de l'equip que participaven al Campionat d'Europa de 250 (els altres dos eren Jaromír Cížek i Jaroslav Kmoch). Al llarg de la seva carrera, va aconseguir diversos podis en Gran Premi: el 1958 fou tercer a Àustria i França i el 1959, segon a Polònia i tercer al Regne Unit i França. A banda, guanyà sengles curses internacionals a Bulgària i Hongria. També practicà l'enduro, disciplina on aconseguí un dels seus èxits principals en guanyar el trofeu per a equips de club als ISDT.

## Palmarès al Campionat d'Europa de motocròs
Font:
| Any  | Motocicleta | 250cc |
| ---- | ----------- | ----- |
| 1958 | Jawa        | 5è    |
| 1959 | Jawa        | 6è    |
| 1960 | Jawa        | 20è   |
| 1961 | Jawa        | -     |
| 1962 | Jawa        | 24è   |

1. ↑  Fins al 1961 inclòs no existia el Campionat del Món de 250 cc, ans el Campionat d'Europa (conegut també com a Coup d'Europe)